# Mythologie thraco-dace
La mythologie thraco-dace ou mythologie thraco-géto-dace désigne les croyances des Thraces, Daces et Gètes dans l'antiquité. Les sources ne sont pas très précises à ce sujet, au point que les historiens discutent pour savoir s'il s'agit de peuples différents ou de trois noms d'un même peuple ; quoi qu'il en soit, leurs langues, bien que mal connues (aucun texte complet n'existe), étaient indo-européennes, et les Daces ou Gètes sont localisés plutôt au nord du Danube, sur la rive gauche et sur les versants des Carpates, tandis que les Thraces sont localisés au sud du fleuve, de sa rive droite à la mer Égée et sur les versants de l'Haemos et du Rhodope.

## Divinités et rituels
Les Thraces, Daces et Gètes étaient polythéistes, mais un prophète nommé Zalmoxis avait introduit parmi eux le culte d'une divinité suprême, Gebeleizis, l'idée de l'immortalité de l'âme et un culte à mystères d'inspiration pythagoricienne, volontiers adopté par les polistes et tarabostes (aristocrates) Daces.
Le panthéon de leur mythologie comprenait une trentaine de divinités, surtout connues par les relations avec les Grecs :
- Bendis, déesse des forêts, des herbes, des rythmes, et de la lune,
- Cotys ou Cottyto, la déesse-mère de la terre et des moissons,
- Derzis ou Derzelas, dieu de la santé,
- Dabatopienos, dieu de la métallurgie,
- Eitiosaros, de rôle inconnu,
- Gebeleizis ou Gabeleisos, le dieu-père des éclairs du ciel,
- Hairos, dieu des morts,
- Hestia déesse du feu du foyer, du feu sacré, également présente chez les Grecs,
- Kandaon, dieu de la guerre auquel, selon Jordanès les Gètes sacrifiaient des prisonniers de guerre, « croyant que le dieu de la guerre doit être réconforté par du sang humain en guise de tribut ».
- Orphée, dieu du chant et des charmes,
- Sabazios, dieu céleste assurant le renouvellement du cycle des saisons
- Sémélé déesse terrestre assurant le renouvellement du cycle des saisons
- Zibelthiurdos, dieu de la mer et de la tempête,

Quant à Zalmoxis, au Ve siècle, Hérodote parle d'une histoire que des commerçants grecs lui avaient apprise : « un nommé Zalmoxis, esclave affranchi de Pythagore, serait allé vivre trois ans en ermite dans une grotte dans une montagne sacrée nommée "Kogaionon", et aurait ensuite prêché à ses compatriotes qu'ils allaient vivre heureux pour toujours après la mort, et beaucoup l'ont cru ». Hérodote ajoute : « je juge moi-même que ce Zalmoxis a vécu bien avant Pythagore, que son mythe est une tromperie et que les Gètes et Thraces ne reconnaissent d'autres dieux que les leurs ». Selon le philosophe Jamblique (333 apr. J.-C.), Zamolxis est considéré chez eux comme « la plus grande de toutes les divinités », mais Jamblique est tardif. Platon, Strabon et Jordanès affirmant qu'il s'agit d'un prince ou d'un roi divinisé. 
Strabon (58 av. J.-C.) écrit que « le dieu suprême dacique est sans nom, sans qualification » et ajoute que « la pratique propre à Pythagore consistant à ne pas consommer de viande est parvenue chez eux sous la forme d'un commandement donné par Zamolxis ». 
Hérodote écrit que « les Thraces forment la nation la plus nombreuse après les Indiens » et que parmi eux se distinguent au nord les Daces, « les plus vaillants et les plus justes des Thraces », et au sud les Gètes, les Tyrgètes et les Thraces qui « prennent les mœurs grecques ». Il décrit des sacrifices humains avant les guerres ou pendant les sécheresses, lorsque de jeunes guerriers étaient tués pour être envoyés comme messagers aux dieux selon le rituel suivant : « certains d'entre eux, rangés en colonnes, pointent trois lances vers le haut, et d'autres, saisissant les mains et les pieds du messager choisi, le balancent et le jettent dans les pointes des lances ; si, lors de la chute, l'homme meurt de suite transpercé, ils pensent que les dieux le reçoivent avec leurs suppliques, mais si le messager choisi ne meurt pas, le message est perdu et ils en envoient un autre. Tout ce qu'ils ont à demander, ils le disent au messager tant qu'il est en vie ».

## Voir également
- Mythologie
- Mythologie dace
- Mythologie grecque